# Federação de Muaythai Tradicional do Estado do Pará
A FMTTEPA - Federação de Muaythai Tradicional do Estado do Pará, é a entidade oficial do Muaythai no estado do Pará, filiada à Confederação Brasileira de Muaythai Tradicional (CBMTT) que por conseguinte é a única no país filiada a Federação Internacional de Muaythai Amador (IFMA) e ao Conselho Mundial de Muaythai (WMC) entidades reitoras do Muaythai em nível mundial, tanto na área amadora como profissional respectivamente.

## História
A FMTTEPA foi inaugurada oficialmente dia 18 de de dezembro de 2014, com o objetivo de trazer de volta a oficialidade e organização ao Muaythai Paraense, que até este momento não tinha nenhuma represenção da CBMTT no Pará, além de valorizar os seus filiados, principalmente os atletas que queiram defender as cores de sua academia, do nosso estado e de nossa pátria além mar, porém sem esquecer o trabalho incansável dos instrutores, professores e mestres que dedicam sua vida transmitindo e perpetuando esta herança cultural tailandesa. A FMTTEPA através das normas da CBMTT age divulgando e promovendo o Muaythai, servindo de meio de intercâmbio cultural e de sensibilização para a disciplina de combate com a tradição tailandesa. Alguns meses antes de sua inauguração oficial, a FMTTEPA em formação foi convidada para para participar do Campeonato Brasileiro de Muaythai Tradicional de 2014 no Rio de Janeiro, onde formou uma pequena seleção com 7 atletas e retornando com seu primeiro campeão Brasileiro, Tiago Cunha (AS Combat), uma vice-campeã Suellen Sarmanho (As Combat) e dois bronzes com Leandro Angelo (As Combat) e Evellyn Gomes (Franck Combat). Antes de completar 1 ano de fundação, a FMTTEPA realizou o feito histórico de sediar um Campeonato Brasileiro de Muaythai, feito inédito na Região Norte, evento este chancelado pela CBMTT que serviu de seletiva oficial para o Mundial de Muaythai 2016, em Jönköping, na Suécia.

## Graduação

### Sistema de graduação
A FMTTEPA usa o mesmo sistema de graduação da CBMTT, onde esta graduação simbolizada pelo prajied que trata-se de uma corda trançada que é usada num ou em dois braços (bíceps) de um lutador de muaythai com a respectiva cor do sistema de classificação. Esta graduação é padronizada internacionalmente pela IFMA e WMC, que são as entidades máximas do Muaythai em nível mundial reconhecidas pelo governo Tailandês.
A CBMTT segue fielmente este quadro de graduações, pois além dessa forma seus filiados serão reconhecidos em todo o mundo  desenvolvendo um trabalho com o Muaythai da forma como ele é praticado na Tailândia.
Infelizmente no Brasil até pouco tempo usava-se a palavra Kruang para definir o nome da corda que simbolizava as graduações. Na realidade o nome correto é prajied, pois este é termo utilizado na Tailândia.
| Khan | Prajied       | Cor               | Experiência                               | Tempo                         |
| ---- | ------------- | ----------------- | ----------------------------------------- | ----------------------------- |
| 1    | Khan Nueng    | Branco            | Iniciante                                 | 3 meses                       |
| 2    | Khan Song     | Amarelo           | Iniciante                                 | 3 meses                       |
| 3    | Khan Sam      | Amarelo e Branco  | Iniciante                                 | 3 meses                       |
| 4    | Khan Sih      | Verde             | Iniciante                                 | 3 meses                       |
| 5    | Khan Hah      | Verde e Branco    | Intermediário                             | 6 meses                       |
| 6    | Khan Hok      | Azul              | Intermediário                             | 6 meses                       |
| 7    | Khan Jed      | Azul e Branco     | Intermediário                             | 6 meses                       |
| 8    | Khan Pad      | Castanho          | Avançado                                  | 6 meses                       |
| 9    | Khan Kaoh     | Castanho e Branco | Avançado                                  | 6 meses                       |
| 10   | Khan Sib      | Vermelho          | Avançado                                  | 6 meses                       |
| 11   | Khan Sib Ed   | Vermelho e Branco | Professor em Treinamento (Kru Fueng Sorn) | 12 meses Idade: 18 anos       |
| 12   | Khan Sib Song | Preto             | Professor Auxiliar (Kru Puh Chuay)        | 24 meses Idade: 20 anos       |
| 13   | Khan Sib Sam  | Preto e Branco    | Professor (Kru)                           | 36 meses Idade: 22 anos       |
| 14   | Khan Sib Sih  | Prata             | Mestre (Arjarn)                           | Nomeado pela IFMA ou pela WMC |
| 15   | Khan Sib Hah  | Ouro              | Grão-Mestre (Arjarn Yai)                  | Nomeado pela IFMA ou pela WMC |
| 16   | Khan Sib Hok  | Ouro e Prato      | Grão-Mestre de Honra (Por Ra Ma Jarn)     | Nomeado pela IFMA ou pela WMC |

## Filiação
A FMTTEPA é filiada á CBMTTe através dela está conectada com a CSMT - Confederação Sul-Americana de Muaythai; PAMU - Pan American Muaythai Union; IFMA - Federação Internacional de Muaythai Amador; WMC - Conselho Mundial de Muaythai ,além de outras entidades de Muaythai e Muay Boran.

### Entidades reitoras do Muaythai em nível Mundial
- IFMA - Federação Internacional de Muaythai Amador.
- WMC - Conselho Mundial de Muaythai.

### Entidades reitoras do Muaythai em nível Pan Americano e Sul-Americano
- PAMU - União Pan Americana de Muaythai.
- CSMT - Confederação Sul-Americana de Muaythai.

## Campeonatos oficiais da FMTTEPA
Os campeonatos realizados pela FMTTEPA no estado do Pará, são os os únicos que servem de seletivas oficiais para o Campeonato Brasileiro de Muaythai Tradicional. Constam no calendário oficial da entidade a realização anual do Campeonato Paraense de Muaythai e da Copa Norte-Nordeste de Muaythai, sendo esta última servindo de seletiva também para os outros estados da região Norte e região Nordeste. Podem servir também de seletiva eventos realizados por academias filiadas que sejam chancelados pela FMTTEPA e que estejam no mesmo parão que a entidade segue em realização de eventos.

### Campeonatos realizados pela FMTTEPA
- 2015 - Campeonato Paraense de Muaythai Tradicional Belém.
- 2015 - Campeonato Norte-Nordeste Muaythai Tradicional Ananindeua.
- 2015 - Campeonato Brasileiro de Muaythai Tradicional Marituba.

## Participação da FMTTEPA em competições internacionais
- 2015 - XXVI Sul-Americano de Muaythai Buenos Aires, CSMT.

## Participação da FMTTEPA em Brasileiros
- 2014 - Rio de Janeiro, Rio de Janeiro.
- 2015 - Marituba, Pará.

## Categorias de peso
|                                          | \| Categorias de peso de acordo com a CBMTT \| \| \| Categoria \| Peso (Kilos) \| \| Mosca Ligeiro \| 45 – 48 kg \| \| Mosca \| 48–51 kg \| \| Galo \| 51 – 54 kg \| \| Pena \| 54 – 57 kg \| \| Leve \| 57 – 60 kg \| \| Super Leve \| 60 - 63,5 kg \| \| Meio Médio Ligeiro \| 63,5 – 67 kg \| \| Meio Ligeiro \| 67 – 71 kg \| \| Médio \| 71 – 75 kg \| \| Meio Pesado \| 75 – 81 kg \| \| Cruzador \| 81 – 86 kg \| \| Pesado \| 86 – 91 kg \| \| Super Pesado \| 91 kg - em diante \| A FMTTEPA usa equipamentos em suas competições oficiais, visando adaptar os atletas para uma futura realidade olímpica, pois o órgão que a rege, a CBMTT segue em seus eventos as normas internacionais da IFMA, sendo a única entidade no país que será responsável pelo Muaythai olímpico, pois é a única no Brasil oficialmente filiada a IFMA. Em abril de 2012, a IFMA marcou o lançamento oficial do "Muaythai em direção COI", campanha que em um evento de gala especial, apresentou a sua carta de Intenções para o Comité Olímpico Internacional (COI) para reconhecimento do membro executivo do COI, Dr. CK Wu. Ao mesmo tempo um pedido para ser incluído nos Jogos Mundiais de 2017 foi entregue ao Sr. Ron Froehlich, na época presidente da Associação Internacional dos Jogos Mundiais. Além disso, no atendimento do presidente do SportAccord Sr. Hein Verbruggen. 1. 2. 3. 4. 5. - Site Oficial da FMTTEPA - FMTTEPA no facebook - FMTTEPA no instagram - Site Oficial da CBMTT - Site Oficial da IFMA - Site Oficial da WMC |
| Categorias de peso de acordo com a CBMTT | |
| Categoria                                | Peso (Kilos) |
| Mosca Ligeiro                            | 45 – 48 kg |
| Mosca                                    | 48–51 kg |
| Galo                                     | 51 – 54 kg |
| Pena                                     | 54 – 57 kg |
| Leve                                     | 57 – 60 kg |
| Super Leve                               | 60 - 63,5 kg |
| Meio Médio Ligeiro                       | 63,5 – 67 kg |
| Meio Ligeiro                             | 67 – 71 kg |
| Médio                                    | 71 – 75 kg |
| Meio Pesado                              | 75 – 81 kg |
| Cruzador                                 | 81 – 86 kg |
| Pesado                                   | 86 – 91 kg |
| Super Pesado                             | 91 kg - em diante |

| Categorias de peso de acordo com a CBMTT |                   |
| Categoria                                | Peso (Kilos)      |
| Mosca Ligeiro                            | 45 – 48 kg        |
| Mosca                                    | 48–51 kg          |
| Galo                                     | 51 – 54 kg        |
| Pena                                     | 54 – 57 kg        |
| Leve                                     | 57 – 60 kg        |
| Super Leve                               | 60 - 63,5 kg      |
| Meio Médio Ligeiro                       | 63,5 – 67 kg      |
| Meio Ligeiro                             | 67 – 71 kg        |
| Médio                                    | 71 – 75 kg        |
| Meio Pesado                              | 75 – 81 kg        |
| Cruzador                                 | 81 – 86 kg        |
| Pesado                                   | 86 – 91 kg        |
| Super Pesado                             | 91 kg - em diante |